# スーパーストア
『スーパーストア』（原題: Superstore）は、2015年から放送されているアメリカ合衆国のコメディドラマシリーズ。制作はジャスティン・スピッツァー、出演はアメリカ・フェレーラなど。アメリカでは2015年11月30日からNBCでシーズン1が放送された。日本未放送。

## キャスト
- アメリカ・フェレーラ - Amelia "Amy" Sosa役
- ベン・フェルドマン - Jonah Simms役
- ローレン・アッシュ - Dina Fox役
- コルトン・ダン - Garrett McNeil役
- ニコ・サントス - Mateo Fernando Aquino Liwanag役
- ニコール・ブルーム - Cheyenne Thompson役
- マーク・マッキニー - Glenn Sturgis役

## エピソード
| シーズン | シーズン | 話数 | 話数 | 放送期間       | 放送期間      |
| シーズン | シーズン | 話数 | 話数 | 初回放送       | 最終回放送    |
| -------- | -------- | ---- | ---- | -------------- | ------------- |
|          | 1        | 11   | 11   | 2015年11月30日 | 2016年2月22日 |
|          | 2        | 22   | 22   | 2016年9月22日  | 2017年5月4日  |
|          | 3        | 22   | 22   | 2017年9月28日  | 2018年5月3日  |
|          | 4        | 22   | 22   | 2018年10月4日  | 2019年5月16日 |
|          | 5        | 21   | 21   | 2019年9月26日  | 2020年4月23日 |